# Temporada 1929-1930 del Liceu
El 27 de maig es va fer una funció fora d'abonament de Madama Butterfly, que va significar el debut de Rosetta Pampanini, i que fou una funció de gala en honor i amb assistència del rei d'Espanya Alfons XIII i la reina Victòria. Havia de començar a dos quarts de deu i els reis varen arribar mitja hora tard, cap a les deu. El rei només es va quedar fins al segon acte.
| Temporada 1929-1930 del Liceu |                         |                     |                   | |           |                               |
| Òpera                         | Compositor              | Director musical    | Director d'escena | Papers principals | Producció | Dates                         |
| Siegfried                     | Richard Wagner          | Max Von Schillings  | Leopold Sachse    | Hubert Leuer, Joseph Groenen, Paul Reineke, Emanuel List, Hermann Wiedemann, Lilly Hafgren, Hedwig Fichtmüller, Mercè Roca                                                                                                 |           | 3 d'octubre                   |
| Borís Godunov                 | Modest Mússorgski       | Michel Steimann     | Alexandre Sanine  | Feodor Chaliapine, Helene Sadowen, Antoniette Antonovitch, Ana Militch, Theodor Wassilieff, Georges Pozemkowsky, Loutchzarskaya, Kourganoff, Constantin Kaidanoff, Maltzeff, Conrad Giralt, Georges Jurenieff, D'Arial     |           | 5 d'octubre                   |
| Tannhäuser                    | Richard Wagner          | Max Von Schillings  | Leopold Sachse    | Maria Hussa, Margaret Baumer, Lauritz Melchior, Herbert Janssen, Theodor Wassilieff, Emanuel List, Karl Seydel, Hermann Wiedemann, Gallofré, Conrad Giralt, Mercè Roca                                                     |           | 17 d'octubre                  |
| L'or del Rin                  | Richard Wagner          | Max Von Schillings  | Leopold Sachse    | Maria Hussa, Joseph Groenen, Hedwig Fichtmüller, Luba Mirella, Magda Strack, Hubert Leuer, Karl Seydel, Hermann Marowsky, Hermann Wiedemann, Herbert Janssen, Gallofré, Elena Lucci                                        |           | 17 d'octubre                  |
| La valquíria                  | Richard Wagner          | Max Von Schillings  | Leopold Sachse    | Maria Hussa, Lilly Hafgren, Magda Strack, Joseph Groenen, Emanuel List, Lauritz Melchior, Sintes, Roca, Zanardi, Elena Lucci, Durand, Fleus                                                                                |           | 22 d'octubre                  |
| La bohème                     | Giacomo Puccini         | Alfredo Padovani    | Filippo Dadò      | Angelo Minghetti, Maria Laurenti, Edmondo Grandini, Luba Mirella, Aníbal Vela, Fernández, Fiore, Giralt, Gallofré, Granollers                                                                                              |           | 23 d'octubre                  |
| Madama Butterfly              | Giacomo Puccini         | Alfredo Padovani    | Filippo Dadò      | Teiko Kiwa, Elena Lucci, Angelo Minghetti, Alexina Zanardi, Pasquale Lombardo, Vicenç Gallofré, Michele Fiore, Conrad Giralt, Josep Fernández                                                                              |           | 2, 7, 17 de novembre          |
| Götterdämmerung               | Richard Wagner          | Max Von Schillings  | Leopold Sachse    | Maria Hussa, Lilly Hafgren, Hedwig Fichtmüller, Magda Strack, Jacques Urlus, Hermann Marowsky, Joseph Groenen, Emanuel List, Hermann Wiedemann, Elena Lucci                                                                |           | 10 de novembre                |
| La Princesa Margarida         | Jaume Pahissa           | Jaume Pahissa       | Rafael Moragas    | Aníbal Vela, Anna Militch, Joan Rosich, Concepció Callao, Joan Gayolà, Gallofré, Torras, Fernández, Giralt, Granollers |           | 13 novembre al 10 de desembre |
| La ciutat invisible de Kitege | Nikolai Rimski-Kórsakov | Michel Steimann     | Alexandre Sanine  | Kapiton Zaporójets, Georges Possemkowsky, Georges Jurenieff, Constantin Kaidanoff, Rogowskaya, Helene Sadowen, Theodor Wassilieff, Niedra, Ballardini, Giralt, Andronow-Elski, D'Arial, Maltzew, Luba Mirella, Antonovitch |           | 16 de novembre                |
| L'elisir d'amore              | Gaetano Donizetti       | Alfredo Padovani    | Filippo Dadò      | Laura Pasini, Tito Schipa, Pasquale Lombardo, Mercè Roca, Michele Fiore |           | 20 de novembre                |
| El barber de Sevilla          | Gioachino Rossini       | Alfredo Padovani    | Filippo Dadò      | Giovanni Manurita, Michele Fiore, Lina Pagliughi, Carlo Galeffi, Vincenzo Bettoni, Elena Lucci, Vicenç Gallofré |           | 23 de novembre                |
| Borís Godunov                 | Modest Mússorgski       | Michel Steimann     | Alexandre Sanine  | Helene Sadowen, Lucezarskaya, Ana Militch, Segismond Zalesky, Georges Pozemkowsky, Kapiton Zaporójets, Constantin Kaidanoff, Charnesky, Andronow-Elsky, Niedra, D'Arial, Malzeff                                           |           | 30 de novembre                |
| Rigoletto                     | Giuseppe Verdi          | Alfredo Padovani    | Filippo Dadò      | Enzo de Muro Lomanto, Carlo Galeffi (5, 8) / Edmondo Grandini (11), Lina Pagliughi, Aníbal Vela, Elena Lucci, Mercè Roca, Alexina Zanardi, Michele Fiore, Granollers, Gallofré, Fernández                                  |           | 5, 8 i 11 de desembre         |
| Khovànxtxina                  | Modest Mússorgski       | Michel Steimann     | Alexandre Sanine  | Helene Sadowen, Ana Militch, Luba Mirella, Segismond Zalesky, Georges Pozemkowsky, Kapiton Zaporójets, Theodor Wassilieff, Georges Jurenieff, Andronow-Elsky, Niedra, D'Arial, Malzeff, Gallofré                           |           | 7 de desembre                 |
| Las golondrinas               | José María Usandizaga   | Alfredo Padovani    | Rafael Moragas    | Fidela Campiña, Matilde Revenga, Carlo Galeffi, Aníbal Vela, Gallofré, Gayolà |           | 14 de desembre                |
| Les sabatilles                | Piotr Ilitx Txaikovski  | Michel Steimann     | Alexandre Sanine  | Constantin Kaidanoff, Kapiton Zaporójets, Georges Pozemkowsky, Theodor Wassilieff, Georges Jurenieff, Ana Militch, Helene Sadowen, D'Arial, Andronoff-Elsky, Niedra, Maltzeff                                              |           | 17 de desembre                |
| Don Quichotte                 | Jules Massenet          | Michel Steimann     | Filippo Dadò      | Feodor Chaliapine, Ana Militch, Alexina Zanardi, Helene Sadowen, Constantin Kaidanoff, Theodor Wassilieff, D'Arial, Andronoff-Elsky, Niedra, Moyseenko                                                                     |           | 21 de desembre                |
| Aida                          | Giuseppe Verdi          | Alfredo Padovani    | Filippo Dadò      | Fidela Campiña, Bruna Castagna, Aroldo Lindi, Edmondo Grandini, Aníbal Vela, Michele Fiore, Vicenç Gallofré |           | 23 de desembre                |
| Così fan tutte                | Wolfgang Amadeus Mozart | Eugen Szenkar       | Leopold Sachse    | Olga Schramm-Tschörner, Edit Maerker, Willi Domgraf-Fassbaender, Martin Kremer, Tilly de Garmo, Berthold Sterneck |           | 4 de gener                    |
| Aida                          | Giuseppe Verdi          | Alfredo Padovani    | Filippo Dadò      | Hina Spani, Angeles Rossini, Jesús de Gaviria, Víctor Damiani, Aníbal Vela, Michele Fiore |           | 16 de maig                    |
| Madama Butterfly              | Giacomo Puccini         | Federico Del Cupolo | Francisco Rayer   | Rosetta Pampanini, Elena Lucci, Mercè Roca, Angelo Minghetti, Carlo del Corso, Vicenç Gallofré, Joan Gayolà, Conrad Giralt, Gabriel Granollers, Òscar Pol                                                                  |           | 27 de maig                    |
| Manon                         | Jules Massenet          |                     |                   | |           |                               |
| Samson et Dalila              | Camille Saint-Saëns     |                     |                   | |           |                               |
| El rapte en el serrall        | Wolfgang Amadeus Mozart | Max Von Schillings  |                   | Fritzi Jokl, Marta Schellenberg, Martin Kremer, Berthold Sterneck, Lauffkotter, Blassel |           | 9 de juny                     |
| Parsifal                      | Richard Wagner          | Eugen Szenkar       | Leopold Sachse    | Lilly Hafgren, Magda Strack, Jacques Urlus, Joseph Groenen, Hermann Marowsky, Hermann Wiedemann, Giralt, Ana Militch, Alexina Zanardi, Elena Lucci, Roca, Gallofré, Bastons, Sintes, Angeles Rossini, Ballardini           |           | 22 de juny                    |
| Borís Godunov                 | Modest Mússorgski       |                     |                   | |           |                               |
| El conte del tsar Saltan      | Nikolai Rimski-Kórsakov |                     |                   | |           |                               |
| La Dolores                    | Tomás Bretón            |                     |                   | |           |                               |
| Marianela                     | Jaume Pahissa           | Jaume Pahissa       | Rafel Moragas     | Hina Spani, Angeles Rossini, Alexina Zanardi, Joan Nadal, Celestino Sarobe, Aníbal Vela, Jordà, Gallofré |           | 23 de juny                    |